# Herbert Mees
Herbert Mees (* 29. November 1910 in Pabianice (Pabianitz), Kongresspolen, Kaiserreich Russland; † unbekannt) war ein deutscher Landrat und nationalsozialistischer Funktionär.

## Leben und Wirken
Er war der Sohn des Fabrikanten Christian Mees, gehörte ab 1939 der Jungdeutschen Partei in Polen an und wurde Vorsitzender dieser Partei in Mittelpolen. Am 30. Januar 1940 erhielt er die Funktion des Kreisleiters der NSDAP in der deutsch besetzten polnischen Stadt Łódź übertragen, die im April 1940 in Litzmannstadt umbenannt wurde. Am 15. November 1940 beantragte er die Aufnahme in die NSDAP und wurde zum 1. Januar 1941 aufgenommen (Mitgliedsnummer 8.048.534). Im August 1941 wurde er als kommissarischer Landrat des Landkreises Litzmannstadt-Land eingesetzt. Mit Wirkung vom 20. Juli 1942 übernahm er offiziell dieses Amt. Zu diesem Zeitpunkt befand er sich bereits zum Wehrdienst in der deutschen Wehrmacht, zu der er im April 1942 einberufen worden war. Er war als Feldwebel in Nordafrika eingesetzt, wo er am Afrikafeldzug teilnahm, bei Kämpfen im März 1943 schwer verwundet wurde und dafür mit dem Eisernen Kreuz II. Klasse ausgezeichnet wurde. Nach seiner Genesung übernahm er Anfang Januar 1944 in Litzmannstadt wieder das Amt des Landrats und den Posten des NSDAP-Kreisleiters und blieb bis Januar 1945 in diesen beiden Funktionen.